# Panetolikos FC
O Panetolikos FC, antigo Panetolikos Gymnastikos Filekpaideutikos Syllogos (em grego:  Παναιτωλικός Γυμναστικού Συλλόγου Filekpaideutikos, "Clube Panetolikos de Educação Física"), é um clube de futebol baseado em Agrinio, Grécia. 

## História
O clube foi fundado em 1926 e é considerado um dos clubes históricos da Grécia, tendo participado até agora quatro vezes (1976, 1977, 2012 e 2014 da Superliga Grega.
Alguns jogadores mais conhecidos que começaram sua carreira no clube são Stratos Apostolakis, ex recordista grego em internacionalizações (96), e Petros Michos.